# Hohloh
Der Hohloh ist ein 988,8 m ü. NHN hoher Berg im nördlichen Schwarzwald. Er liegt nahe dem Gernsbacher Ortsteil Kaltenbronn im baden-württembergischen Landkreis Rastatt. Sein Gipfel ist die höchste Stelle im Stadtgebiet von Gernsbach und im östlichen Hauptkamm des Nordschwarzwalds, dem Höhenzug zwischen den Flüssen Murg und Enz. Zwischen beiden Flusstälern verläuft nordöstlich des Gipfelplateaus beim Bergsattel Schwarzmiss (933 m) eine Passstraße.
Charakteristisch für den aus Buntsandstein bestehenden Hohloh sind sein weitläufiges Gipfelplateau unter anderem mit dem Hohlohturm (Kaiser-Wilhelm-Turm) und das unter Naturschutz stehende Hochmoor mit Moorseen auf der Hochebene.

## Geographie

### Lage
Der Hohloh liegt im Naturpark Schwarzwald Mitte/Nord größtenteils auf der Waldgemarkung des Gernsbacher Weilers Kaltenbronn, der sich 1,2 km östlich des Gipfels befindet. Am Westrand der Hochebene haben auch die Gemarkungen der im Tal der Murg gelegenen Ortschaften und Gemeinden Reichental, Weisenbach, Langenbrand und Gausbach Anteil am Berg. Seit den baden-württembergischen Gemeindereformen der 1970er gehören Kaltenbronn und Reichental zum Gebiet der Stadt Gernsbach, Langenbrand und Gausbach zur Gemeinde Forbach (alle Landkreis Rastatt).
Das Waldgebiet Kaltenbronn gehört politisch zum westlichen Murgtal, obgleich es östlich des Hauptkamms liegt. Die Grenze zwischen dem ebersteinischen bzw. altbadischen Murgtal (Amt Gernsbach) und dem altwürttembergischen Enztal (Oberamt Wildbad) verlief im Hohlohgebiet nicht entlang der Wasserscheide, sondern etwa zwei bis drei Kilometer östlich davon. Das gesamte Hohlohgebiet liegt daher im Badischen.

### Naturräumliche Zuordnung
Gemäß Einteilung nach dem Handbuch der naturräumlichen Gliederung Deutschlands gehört der Hohloh in der Haupteinheitengruppe Schwarzwald (Nr. 15), in der Haupteinheit Grindenschwarzwald und Enzhöhen (151) und in der Untereinheit Enzhöhen (151.1) zum Naturraum Enzmissen (151.11). Nach Osten fällt die Landschaft in den Naturraum Enzriedel (151.10) ab, nach Südwesten in den zur Untereinheit Grindenschwarzwald (151.0) zählenden Naturraum Grinden des mittleren Murgtals (151.02) und nach Nordwesten in den zur Haupteinheit Nördlicher Talschwarzwald (152) und dort zur Untereinheit Bühlertaler Wald (152.1) gehörenden Naturraum Murgwald (152.11).

### Berghöhe und Gipfel
Der Hohloh ist 988,8 m ü. NHN hoch. Seine flache Gipfelkuppe bildet die höchste Erhebung im östlichen Hauptkamm des Nordschwarzwalds, dem Höhenzug zwischen den Tälern von Murg und Enz. Gegenstück dazu ist die Hornisgrinde mit dem höchstgelegenen Punkt des westlichen Hauptkamms. Auf manchen Karten wird statt der Gipfelhöhe der Wert 984 m am benachbarten Standort des Hohlohturms angegeben, der seit 1936 ein trigonometrischer Punkt erster Ordnung ist.

### Topographie
Die Gipfelregion des Hohloh wird durch ein weitläufiges Plateau gebildet. Im Westen wird das Plateau zumeist durch die Steilhänge zum voralpinen Charakter aufweisenden Murgtal begrenzt, die wie die Hochfläche im Buntsandstein-Deckgebirge liegen. Unterhalb einer Höhe von etwa 640 m wird dieses vom Grundgebirge und fruchtbareren Forbachgranit abgelöst, erkennbar an einer Geländestufe mit Quellhorizont, dem Übergang vom Nadel- zum Buchenmischwald und einsetzenden Wiesentälern. Nach Osten, zum Enztal hin, ist die Reliefenergie deutlich geringer, die Hänge sind sanfter, die Begrenzung der Hochebene undeutlicher. Das Hohlohgebiet entwässert, entsprechend der großräumigen Einfallrichtung des Buntsandsteins, überwiegend in die östlichen Täler (Kegeltal, wo auch die Passstraße des Schwarzmiss verläuft, und Rombachtal), lange Seitentäler der Großen Enz. Nach Norden setzt sich der Hauptkamm in Richtung Langmartskopf (Langmahd), Teufelsmühle und Dobel fort, nach Süden geht er in das Breitlohgebiet über, später folgen Toter Mann, der Schramberg und der Ort Besenfeld.

## Natur

### Hochebene und Hochmoor

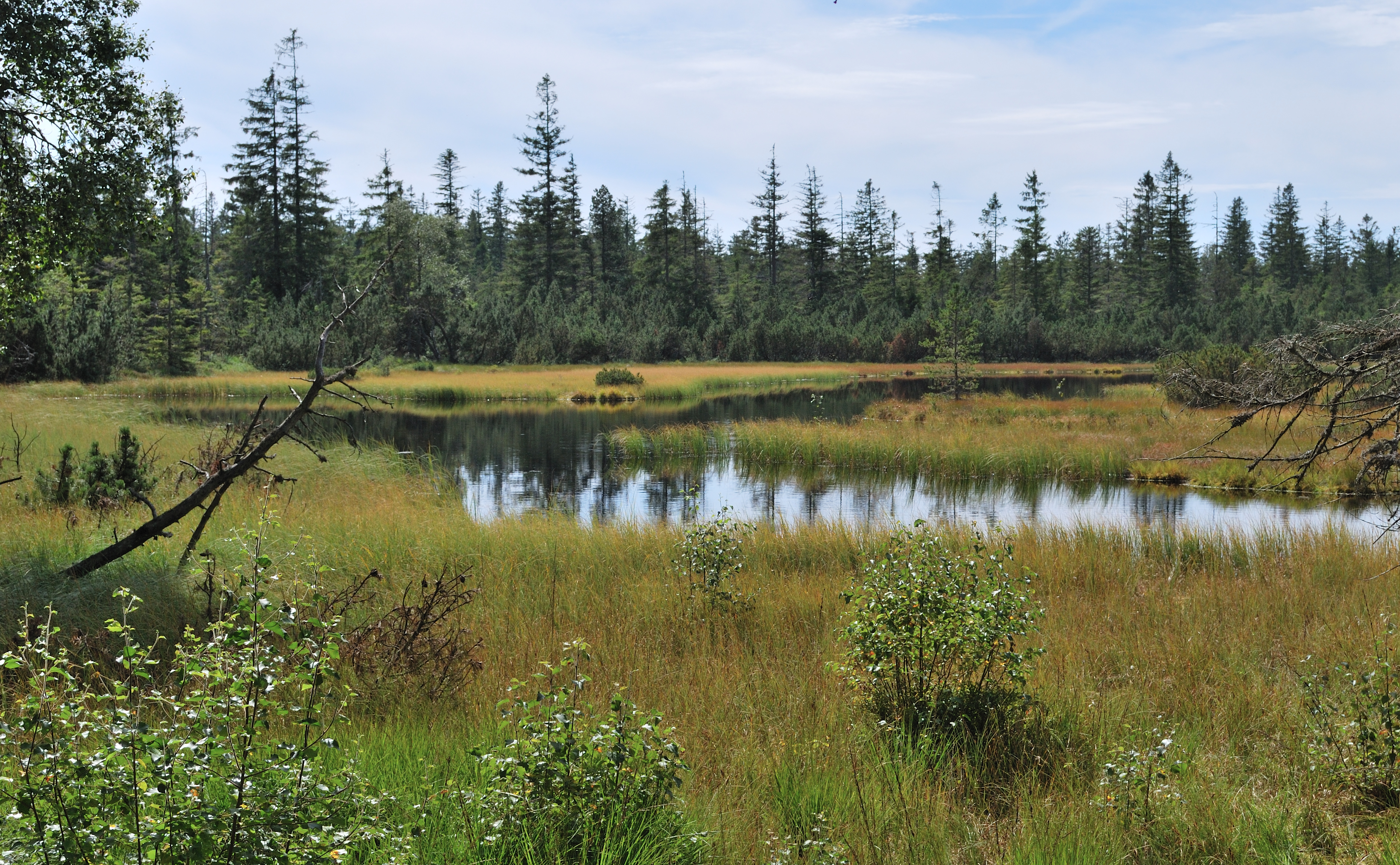
Großer Hohlohsee

Auf dem Südteil der Hochebene liegt das Hohlohmiss, eine Misse mit Hochmooren und mehreren Moorseen (Großer und Kleiner Hohlohsee). Diese sind wie das benachbarte Wildseemoor biogene und keine geomorphologischen Formen. Sie entwickeln sich seit der letzten Kaltzeit vor zirka 10.000 Jahren aufgrund der hohen Niederschläge auf den sauren Klebsanden des oberen Konglomerathorizonts des Mittleren Buntsandsteins. Hohlohmiss und Wildseemoor sind wegen ihrer herausragenden ökologischen Bedeutung im Naturschutzgebiet Kaltenbronn unter Schutz gestellt.

### Schutzgebiete
Das Hohlohseemoor südlich vom Gipfel des Hohloh ist seit 1940 ein Naturschutzgebiet (NSG). Seit dem Jahr 2000 ist das NSG Hohlohsee bei Kaltenbronn gemeinsam mit dem Wildseemoor sowie umgebenden Bann- und Schonwäldern Teil des insgesamt 17,5 km² großen Natur- und Waldschutzgebietes Kaltenbronn. Auf dem Berg befinden sich Teile des Landschaftsschutzgebiets Mittleres Murgtal (CDDA-Nr. 323009; 1940; 76,1 km²); davon ausgenommen ist die NSG-Fläche. Das NSG ist Teil des Fauna-Flora-Habitat-Gebiets Kaltenbronner Enzhöhen (FFH-Nr. 7316-341; 10,4244 km²). Außerdem erstrecken sich auf dem Berg Teile des Vogelschutzgebiets Nordschwarzwald (VSG-Nr. 7415-441; 360,4511 km²).
Das Kaltenbronn-Gebiet mit dem Hohloh gehörte zum Suchraum für die Flächen des 2014 eingerichteten Nationalparks Schwarzwald, wurde letztlich jedoch nicht berücksichtigt.

## Nutzung

### Hohlohturm und Sendeanlage

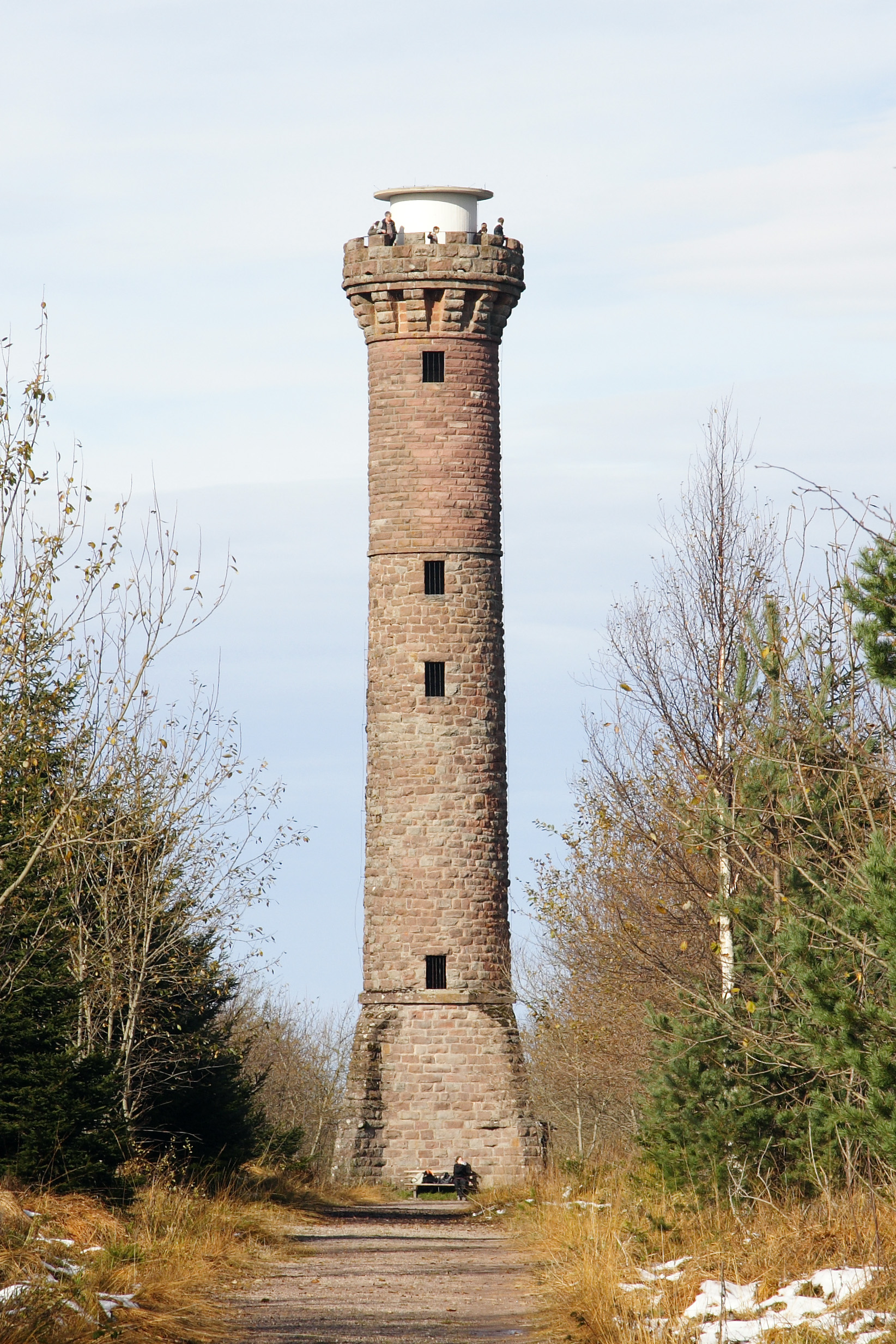
Hohlohturm

Beim Nordende des Gipfelplateaus steht auf 984 m Höhe der Aussichtsturm Hohlohturm (offiziell Kaiser-Wilhelm-Turm), von dem sich oftmals umfassende Aussichten im Nordschwarzwald und darüber hinaus bieten. Er steht etwa 200 m nördlich vom Gipfel und näher an der Kante zum Steilhang, wo ein besserer Blick nach Nordwesten in das Murgtal hinab gegeben ist.
Bereits 1853 beantragte das Forstamt Kaltenbronn den Bau eines Aussichtsturmes, damit neben der Fernsicht ins Murg- und Rheintal sowie nach Württemberg und Hohenzollern bei günstiger Witterung auch die durch den Wald verdeckten und bis etwa 250 km entfernten Berner Alpen sichtbar werden. Wenige Jahre danach entstand ein Holzturm mit Orientierungstafel, der 1895 wegen Baufälligkeit geschlossen werden musste.
Der Schwarzwaldverein ließ 1897 den Neubau aus Buntsandstein der Umgebung errichten (Baubeginn 10. Mai, Fertigstellung 12. August), der damals 22,2 Meter Höhe erreichte. Der Namenspatron Kaiser Wilhelm II. weilte zwischen 1894 und 1899 mehrfach zur Auerhahnjagd in Kaltenbronn und besuchte 1899 auch den Turm.
Wegen des hohen Baumwuchses wurde der Turm 1968 um 6,4 m erhöht auf die heutigen 28,6 m Turmhöhe. Die Erhöhung lässt sich auch im Turminnern ablesen: im Bereich der früheren Turmspitze wechselt der Treppenstamm von Sandsteinquadern zu Sichtbeton. Insgesamt führen 158 Stufen auf den Turm. Die Aussichtsplattform liegt auf etwa 1012 m Höhe. Heute befindet sich der Turm im Besitz der Ortsgruppe Gernsbach des Schwarzwaldvereins, Eigentümer ist das Land Baden-Württemberg. Am 21. Oktober 2010 wurde zwischen dem Schwarzwaldverein und dem Forst Baden-Württemberg ein Gestattungsvertrag abgeschlossen, zuvor war die Nutzung rechtlich nicht geregelt.
Der Blick reicht von den Vogesen im Südwesten über den Pfälzerwald im Nordwesten, den Odenwald im Norden bis hin zu den Juraklippen der Schwäbischen Alb. Bei sehr guter Sicht sind auch der Feldberg im Südschwarzwald und einige Gipfel der Schweizer Alpen am südlichen Horizont zu erkennen, im Norden gelegentlich auch der Große Feldberg im Taunus. Der Ausblick wurde in den 1990er Jahren weiter begünstigt, als die Orkane Vivian, Wiebke und Lothar den hohen Baumbestand des Gipfelplateaus großflächig vernichteten.
Zwischen Turm und Gipfel steht an der Stelle einer ehemals vorhandenen militärischen Richtfunkanlage ein zivil genutzter Sendemast mit Sendeanlage, die den Mobilfunk-Betrieb im abgelegenen Höhengebiet ermöglicht.

### Verkehr, Wandern, Sport
Etwa 930 m nordöstlich vom Berggipfel des Hohloh und 800 m nordöstlich des Hohlohturms liegt am Nordostrand des Gipfelplateaus der Bergsattel Schwarzmiss (933 m), über den die Landesstraße 76b zwischen Hilpertsau an der Murg und Sprollenhaus an der Großen Enz führt. Sowohl auf dem Schwarzmiss als auch unterhalb davon (beispielsweise beim Weiler Kaltenbronn) liegen mehrere Wanderparkplätze. Sie sind Ausgangspunkte für Wanderungen, Mountainbike-Touren und Loipen. Schwarzmiss und Kaltenbronn sind aus dem Murg- und Enztal mit öffentlichen Buslinien erreichbar.
Die Schwarzwald-Höhenwege Westweg und Mittelweg sowie der Europäische Fernwanderweg E1 führen über Kaltenbronn und den Hohloh am Hohlohsee und Hohlohturm vorbei. Das Hohlohseemoor ist durch einen Holzbohlenweg erschlossen. Die Skifernwanderwege auf dem Höhenzug reichen im Norden bis Dobel (15 km von Schwarzmiss) und Wildbad-Sommerberg (12,5 km), im Süden bis Besenfeld (16 km). Bei Kaltenbronn gibt es einen Alpin-Skihang mit Schleppliften.
Die Alte Weinstraße, eine historische Wagenstraße vom vorderen ins hintere Murgtal, führt über den Höhenzug des Hohloh. Sie umging das schluchtartige mittlere Murgtal, das bis ins 18. Jahrhundert nur durch Saumpfade erschlossen war.